# Żigance
Żigance, Žigance (maced. Жиганце) – wieś we wschodniej Macedonii Północnej, w gminie Czeszinowo-Obleszewo, niedaleko miasta Koczani.